# Friedrich Wilhelm von Rochow
Pour les articles homonymes, voir Rochow.

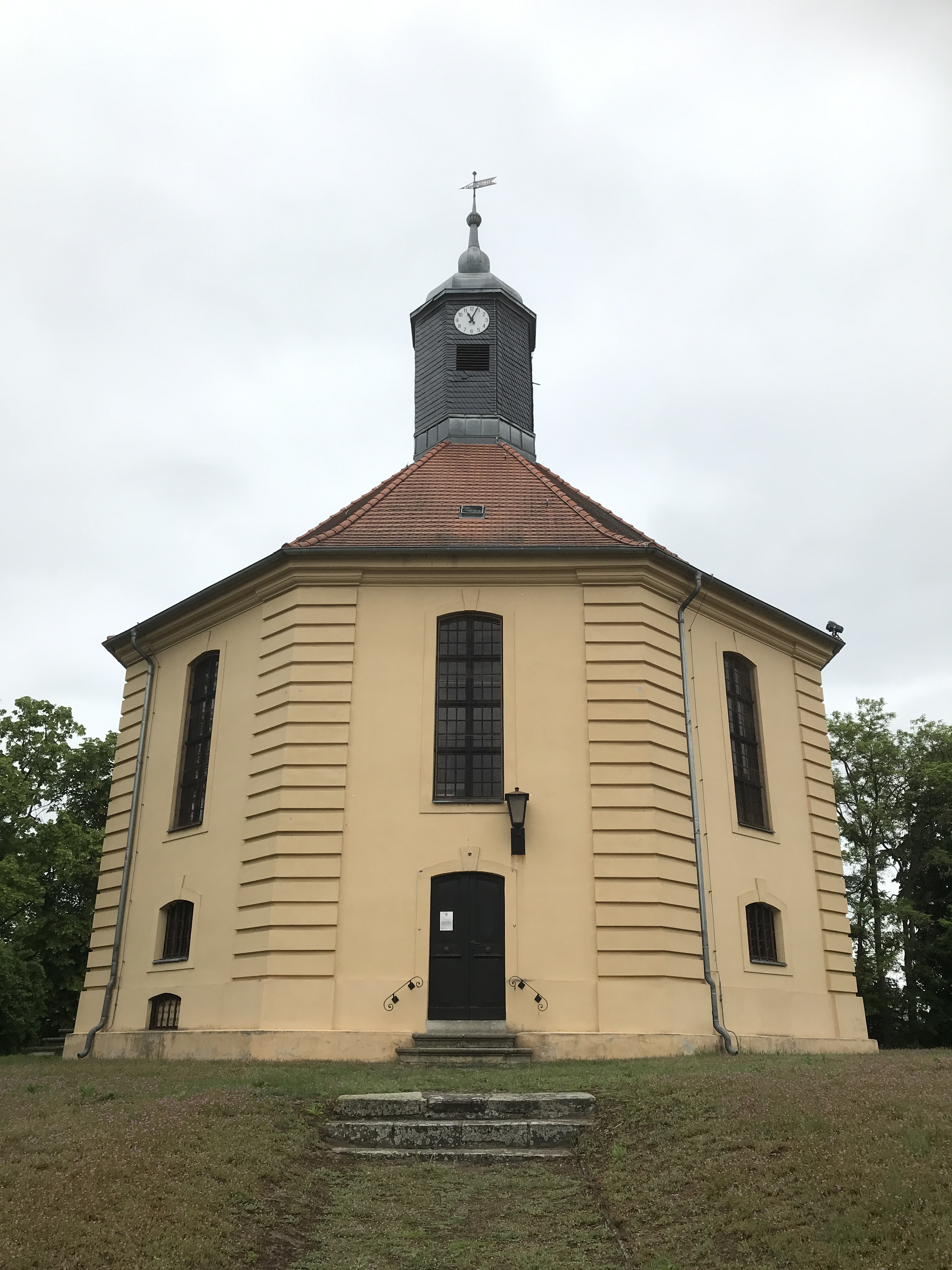
avec la crypte des von Rochow

Friedrich Wilhelm von Rochow (né le 11 août 1689 à Reckahn et mort le 22 décembre 1759 à Golzow), seigneur héréditaire de Golzow, est un lieutenant général prussien.

## Biographie
Ses parents sont Konrad Moritz von Rochow (de) (1645-1693), héritier de Rochow et Golzow, chanoine de Brandebourg, et Ursula Sophia von Rochow de la branche de Reckahn. Après avoir l'Académie de chevalerie de Brandebourg, en tant qu'aîné de sa famille, Rochow rejoint le 9e régiment de cuirassiers Canstein à cheval (de) en 1707 en tant que Junker. Dans les années 1707-1713, il participe à la Guerre de Succession d'Espagne dans le nord de l'Italie, où il est au service de la Savoie à partir de 1708.
De retour en Prusse, Rochow est réintégré dans son régiment, désormais Katte à cheval, le 21 février 1719, en tant que maître de cavalerie. Le 18 juillet 1721, le roi Frédéric-Guillaume Ier, qui l'apprécie, le promeut au grade de major. Lorsque le conflit avec son fils, le prince héritier Frédéric, atteint son paroxysme en 1729, le roi nomme Rochow pour accompagner le prince héritier. Rochow est impliqué dans les événements de la crise de 1730 dans la mesure où il veut toujours empêcher le pire. Hans Hermann von Katte exécuté, fils de son commandant de régiment Hans Heinrich von Katte, est son beau-frère en tant que frère de sa femme Sophie Henriette. Rochow n'a perdu la confiance ni du roi ni du prince héritier à cause de son comportement. Friedrich Wilhelm le promeut le 3 octobre 1730 au grade de lieutenant-colonel avec une promotion, avec un brevet antidaté au 25 juin 1728. En octobre 1731, il le transfère au régiment de cuirassiers de Bayreuth de son gendre, le margrave Frédéric, considéré comme difficile. En août 1732, il lui confie le commandement du régiment et le promeut au grade de lieutenant le 15 août 1732 et 17 juillet 1737 colonel.
Après l'arrivée au pouvoir de Frédéric II en 1740, Rochow dirige le régiment pendant la première guerre de Silésie à la bataille de Chotusitz et remporte un tel succès que Friedrich le nomme chef du 8e régiment de cuirassiers vacant de Waldow (de) alors qu'il est encore sur le champ de bataille. Le 22 avril 1743, il le promeut major général. Rochow se distingue également à la bataille de Hohenfriedberg le 4 juin 1745 et est promu le 19 juillet 1745 lieutenant général. Le 30 septembre 1745, il contribue beaucoup à la victoire de Soor ; il capture le régiment d'infanterie de Damnitz et un bataillon de dragons de Kolowrat.
En novembre, il pénètre en Haute-Lusace avec les troupes du roi et bat les troupes saxonnes à Katholisch-Hennersdorf. À la fin de l'année, il combat à la bataille de Kesselsdorf. En janvier 1746, il reçoit l'ordre de l'Aigle noir pour Hohenfriedberg et en avril 1746 un poste de chanoine à Halberstadt. Au début de la guerre de Sept Ans, Friedrich le libère, qui souffre déjà d'accès de podagre, de participer à la campagne. Alors que le colonel Friedrich Wilhelm von Seydlitz prend le commandement de son régiment, Rochow se retire dans son domaine de Golzow. Le 8 octobre 1757, Friedrich prend congé de lui avec une pension. Rochow est mort le 22 décembre 1759 à Golzow. Son tombeau se trouve dans l'église du village de Golzow (de), qui est construite sur une colline artificielle.

## Famille
Il est avec Henriette Sophie von Katte (née le 5 octobre 1706 et mort le 11 décembre 1759), elle est une fille du maréchal Hans Heinrich von Katte. Le couple a les enfants suivants :
- fille (1729-1734)
- Wilhelmine Louise (née le 31 décembre 1731 et morte le 30 décembre 1799) mariée avec Friedrich Wilhelm von Bredow (né le 24 octobre 1723 et mort le 19 novembre 1805) Rittmeister, seigneur de Wölsickendorf et Senske
- Charlotte Henriette (née le 19 mai 1733)
- Hans (né le 27 septembre 1734), militaire
- fille (1737-1738)
- Carl (1739-1756)
- Carl Friedrich Wilhelm (né le 2 janvier 1740 et mort le 11 mars 1764) marié en 1761 avec Johanne Friederike Ernestine von Langenau (née le 11 janvier 1744 et morte le 7 janvier 1783) (mariée en second mariage du colonel Philipp von Luck und Witten (de) (1739–1803))
- Albertine Dorothea Johanna mariée avec Hans Christoph von Schierstedt (de), seigneur de Mahlenzien
- Wilhelmine Elisabeth
- Caroline Charlotte mariée avec Moritz Johann Friedrich von Ribbeck